# Lithophyllon
Lithophyllon is een geslacht van neteldieren uit de klasse van de Anthozoa (bloemdieren).

## Soorten
- Lithophyllon concinna (Verrill, 1864)
- Lithophyllon ranjithi Ditlev, 2003
- Lithophyllon repanda (Dana, 1846)
- Lithophyllon scabra (Döderlein, 1901)
- Lithophyllon spinifer (Claereboudt & Hoeksema, 1987)
- Lithophyllon undulatum Rehberg, 1892